# Jacob Rinne
Jacob Rinne (Laxå, 20 juni 1993) is een Zweeds profvoetballer die als doelman speelt. In 2017 verruilde hij KAA Gent voor het Deense Aalborg BK.

## Carrière

### Vroege carrière
Rinne begon te voetballen bij Laxå IF, een club uit de Zweedse zesde divisie. Zijn carrière als professioneel voetballer startte bij BK Forward uit Örebro in 2010. De doelman kwam drie jaar uit voor deze Zweedse ploeg uit de derde afdeling. In januari 2013 ging Rinne twee weken op proef bij de Premier League-ploeg Everton FC. Op 30 mei 2013 ondertekende hij een contract bij Örebro SK van drieënhalf jaar, maar werd onmiddellijk teruggeleend aan BK Forward voor de rest van het seizoen 2013.

### Örebro SK
Hij maakte zijn debuut voor Örebro SK in de eerste ronde van de Allsvenskan op 30 maart 2014, toen hij als invaller bij de rust Oscar Jansson kwam vervangen en een clean sheet hield en de ploeg aan een 2-1-overwinning hielp tegen Halmstads BK, terwijl ze eerst op achterstand hadden gestaan.
Rinne kwam nog eens van de bank op 8 mei van dat jaar, als invaller voor de geblesseerde Jansson en de clean sheet verzekerde tijdens een 0-0-gelijkspel bij Falkenbergs FF. Zijn eerste start voor de club kwam er drie dagen later, terwijl Örebro twee goals binnenliet tegen IFK Göteborg 2−1. Rinne speelde in de tweede ronde van de Zweedse Beker in 2014/15 op 20 augustus 2014 en behield een clean sheet toen Örebro Eskilstuna City FK met 2−0 versloeg.

### KAA Gent
Bij de start van het seizoen 2016/17 verhuisde de doelman naar het Belgische KAA Gent, waar hij de naar Newcastle vertrokken Matz Sels opvolgde als eerste doelman. Hij maakte zijn debuut op 28 juli 2016 in de heenmatch van de voorronde van de Europa League tegen Viitorul Constanța, die door Gent met 5-0 gewonnen werd. Tijdens de wintertransferperiode van datzelfde seizoen werd echter de Kroatische doelman Lovre Kalinić aangetrokken door Gent, waarna Rinne niet langer eerste keuze was in het Gentse doel.

### Aalborg BK
In augustus 2017 ondertekende Rinne een contract voor vijf seizoenen bij het Deense Aalborg BK. Na het seizoen 2017/18 werd hij door de supportersclub van Aalborg uitgeroepen tot speler van het seizoen.

## Statistieken
| Seizoen         | Club            | Land                | Competitie         | Competitie | Competitie | Beker | Beker | Andere | Andere | Internationaal | Internationaal | Totaal | Totaal |
| Seizoen         | Club            | Land                | Competitie         | Wed.       | Dlp.       | Wed.  | Dlp.  | Wed.   | Dlp.   | Wed.           | Dlp.           | Wed.   | Dlp.   |
| --------------- | --------------- | ------------------- | ------------------ | ---------- | ---------- | ----- | ----- | ------ | ------ | -------------- | -------------- | ------ | ------ |
| 2010/11         | BK Forward      | Vlag van Zweden     | Division 1         | 14         | 0          | 0     | 0     | 0      | 0      | —              | —              | 14     | 0      |
| 2011/12         | BK Forward      | Vlag van Zweden     | Division 1         | 27         | 0          | 0     | 0     | 0      | 0      | —              | —              | 27     | 0      |
| 2012/13         | BK Forward      | Vlag van Zweden     | Division 1         | 7          | 0          | 0     | 0     | 0      | 0      | —              | —              | 7      | 0      |
| 2013/14         | Örebro SK       | Vlag van Zweden     | Allsvenskan        | 11         | 0          | 3     | 0     | 0      | 0      | —              | —              | 14     | 0      |
| 2014/15         | Örebro SK       | Vlag van Zweden     | Allsvenskan        | 14         | 0          | 0     | 0     | 0      | 0      | —              | —              | 14     | 0      |
| 2015/16         | Örebro SK       | Vlag van Zweden     | Allsvenskan        | 12         | 0          | 3     | 0     | 0      | 0      | —              | —              | 15     | 0      |
| 2016/17         | KAA Gent        | Vlag van België     | Jupiler Pro League | 12         | 0          | 2     | 0     | 0      | 0      | 8              | 0              | 22     | 0      |
| 2017/18         | KAA Gent        | Vlag van België     | Jupiler Pro League | 1          | 0          | 0     | 0     | 0      | 0      | 1              | 0              | 2      | 0      |
| 2017/18         | Aalborg BK      | Vlag van Denemarken | Superligaen        | 29         | 0          | 4     | 0     | 0      | 0      | —              | —              | 33     | 0      |
| 2018/19         | Aalborg BK      | Vlag van Denemarken | Superligaen        | 34         | 0          | 2     | 0     | 0      | 0      | —              | —              | 36     | 0      |
| 2019/20         | Aalborg BK      | Vlag van Denemarken | Superligaen        | 34         | 0          | 0     | 0     | 0      | 0      | —              | —              | 34     | 0      |
| 2020/21         | Aalborg BK      | Vlag van Denemarken | Superligaen        | 32         | 0          | 0     | 0     | 0      | 0      | —              | —              | 32     | 0      |
| 2021/22         | Aalborg BK      | Vlag van Denemarken | Superligaen        | 33         | 0          | 0     | 0     | 0      | 0      | —              | —              | 33     | 0      |
| Carrière totaal | Carrière totaal | Carrière totaal     | Carrière totaal    | 260        | 0          | 14    | 0     | 0      | 0      | 9              | 0              | 283    | 0      |